# Hartmut Michel
Hartmut Michel (Ludwigsburg, 18 de julho de 1948) é um químico alemão.
Conjuntamente com Johann Deisenhofer e Robert Huber, foi laureado com o Nobel de Química de 1988 devido à determinação da estrutura tridimensional do centro de reação fotossintético.

## Carreira e pesquisa
Hartmut trabalhou na cristalização de proteínas de membrana - essenciais para a elucidação de sua estrutura por cristalografia de raios-X. Ele recebeu o Prêmio Nobel junto com Johann Deisenhofer e Robert Huber em 1988. Junto com Michel e Huber, Deisenhofer determinou a estrutura tridimensional de um complexo proteico encontrado em certas bactérias fotossintéticas. Esse complexo de proteínas de membrana, chamado de centro de reação fotossintética, era conhecido por desempenhar um papel crucial no início de um tipo simples de fotossíntese. Entre 1982 e 1985, os três cientistas usaram cristalografia de raios-X para determinar o arranjo exato dos mais de 10 000 átomos que compõem o complexo proteico. Suas pesquisas aumentaram a compreensão geral dos mecanismos da fotossíntese, revelaram semelhanças entre os processos fotossintéticos de plantas e bactérias e estabeleceram uma metodologia para cristalizar proteínas de membrana.